# Лисицкий, Эфраим Эльяху
Эфраим Э. Лисицкий (31 января 1885, Минск — 1962, Новый Орлеан) — еврейский поэт, переводчик.

## Биография
В 1892 со смертью матери и повторным браком отца переехал в Слуцк. Получил традиционное еврейское религиозное образование. Учился вместе И.Берковичем в иешиве в Слуцке.
С 1900 — в США. Учился в теологической семинарии имени[уточнить] в Нью-Йорке, затем изучал химию и фармакологию в университете. С 1918 жил в Новом Орлеане, где до конца жизни был директором основанной им школы с преподаванием на иврите.
Перевёл «Бурю» и «Юлия Цезаря» Шекспира.

## Произведения
- «Борьба Бога» (1934),
- «Медурот доахот» («Гаснущие костры») (1937),
- «В дни Катастрофы и разрушения» (1960),
- «На путях жизни и литературыры» (1961),
- «Елех толедот адам» («Такова жизнь человека») (1949).